# Jim Dandy (chanson)
Jim Dandy (aussi connue comme Jim Dandy to the Rescue) est une chanson de la chanteuse de rhythm and blues américaine LaVern Baker.
Sortie en single (sur le label Atlantic Records) en décembre 1956, elle a atteint la 17e place du Top 100 du magazine musical américain Billboard, passant en tout 19 semaines dans le hit-parade.
En 1995, elle est sélectionnée par le Rock and Roll Hall of Fame comme l'une de « 500 chansons qui ont façonné le rock 'n' roll ». En 2004, Rolling Stone a classé cette chanson, dans la version originale de LaVern Baker, 343e sur sa liste des « 500 plus grandes chansons de tous les temps » (en 2010, le magazine rock américain a mis à jour sa liste, maintenant la chanson est 352e).

## Composition
La chanson a été écrite par Lincoln Chase (en). L'enregistrement de LaVern Baker a été produit par Ahmet Ertegun et Jerry Wexler.

## Version de Black Oak Arkansas
La chanson a été notamment reprise par le groupe américain de rock Black Oak Arkansas. Leur version est sortie sur leur album studio High on the Hog (1973) et en single. Elle est devenue la chanson culte du groupe est a contribué au succès de l'album.
La version de Black Oak Arkansas a atteint la 25e place aux États-Unis (dans le Hot 100 de Billboard),